# Palača miru
Palača miru ( nizozemsko Vredespaleis ; izgovorjava [ˈvreːdəspaˌlɛis] ) je upravna stavba več organov mednarodnega prava v Haagu na Nizozemskem. V njem se nahajajo Meddržavno sodišče (ki je glavni sodni organ Združenih narodov), Stalno arbitražno sodišče (PCA), Haaška akademija za mednarodno pravo in knjižnica Palače miru.
Palača je bila uradno odprta 28. avgusta 1913; prvotno je bila zgrajena za dom za PCA, sodišče, ki je bilo ustanovljeno za konec vojn s Haaško konvencijo iz leta 1899 in 1907. Andrew Dickson White, čigar prizadevanja so bila ključna pri ustvarjanju sodišča, je od škotsko-ameriškega jeklarskega magnata Andrewa Carnegieja zagotovil 1,5 milijona ameriških dolarjev (50,000,000 dolarjev, prilagojeno inflaciji) za izgradnjo Palače miru. Znak evropske dediščine je Palača miru prejela 8. aprila 2014.

## Stanovalci
V Palači miru je nastanjenih več različnih organizacij:
- Stalno arbitražno sodišče (od 1913 – danes) Prvotni stanovalec, za katerega je bila Palača miru zgrajena. Od leta 1901 do odprtja palače leta 1913 je bilo stalno arbitražno sodišče na  naslovu Prinsegracht 71 v Haagu.
- Stalno sodišče mednarodnih pravic (1922–1946) in njegovo naslednico Meddržavno sodišče (od 1946 – danes). Leta 1922 je bilo stanovalcem dodano Stalno sodišče mednarodnega sodstva Društva narodov. To je pomenilo, da se je bila knjižnica prisiljena preseliti v prizidek, Stalno arbitražno sodišče pa je bilo premaknjeno spredaj v levi del stavbe. Leta 1946, ko so Združeni narodi zamenjali Društvo narodov, je bilo Meddržavno sodišče ustanovljeno kot glavni sodni organ ZN.
- Knjižnica mednarodnega prava Palače miru (od 1913 – danes). Ker je bila prvotna Carnegiejeva vizija, se je knjižnica hitro povečala in shranila najboljšo zbirko gradiva o mednarodnem pravu. Čeprav je ta status že precej v preteklosti, knjižnica še vedno vsebuje nekaj izvirnih klasičnih del, kot so originalne kopije del Huga Grotiusa o miru in pravu in Erazma ' Querela Pacis .
- Carnegie Stichting (1913 – danes)
- Haaška akademija za mednarodno pravo (1923 – danes). Ustanovljena leta 1914, ki jo je močno zagovarjal Tobias Michael Carel Asser. Sredstva za akademijo so prišla iz drugega mirovnega projekta Andrewa Carnegieja, in sicer Carnegie Endowment for International Peace, ustanovljenega leta 1910.

Druga mednarodna sodišča v Haagu, iransko-ameriško sodišče za zahtevke, Mednarodno kazensko sodišče za nekdanjo Jugoslavijo in Mednarodno kazensko sodišče, so ločene organizacije, ki se nahajajo drugje v Haagu.

## Spočetje
Zamisel o palači se je začela z razpravo leta 1900 med ruskim diplomatom Friedrichom Martensom in ameriškim diplomatom Whiteom o zagotavljanju doma za stalno arbitražno sodišče (PCA). White je kontaktiral Andrewa Carnegieja. Carnegie je imel zadržke in je bil sprva zainteresiran le za donacijo denarja za ustanovitev knjižnice mednarodnega prava. Vendar je White uspel prepričati Carnegieja in leta 1903 se je Carnegie strinjal, da bo podaril 1,5 milijona ameriških dolarjev (50,000,000 dolarjev, prilagojeno inflaciji), potrebnih za namestitev sodišča, kot tudi za obdarovanje s knjižnico mednarodnega prava. 
Carnegie je sprva denar preprosto želel podariti nizozemski kraljici Wilhelmini Nizozemski za gradnjo palače, vendar so pravni problemi to prepovedali in novembra 1903 je bila ustanovljena organizacija Carnegie Stichting za upravljanje gradnje, lastništva in vzdrževanja palače. Ta fundacija je še vedno odgovorna za ta vprašanja.

## Gradnja
Za iskanje primernega dizajna je fundacija razpisala odprt mednarodni natečaj. Zmagovalni dizajn, postavljen v neorenesančnem slogu, je predložil francoski arhitekt Louis M. Cordonnier. Za gradnjo v okviru proračuna sta Cordonnier in njegov nizozemski sodelavec JAG van der Steur prilagodila zasnovo. Palača je imela sprva dva velika zvonika spredaj in dva manjša zadaj. V končni zgradbi sta ostala le en velik stolp in en manjši stolp. Tudi zaradi prihranka denarja je bila sicer ločena knjižnica od zmagovalne zasnove vključena v samo palačo.
Palača je polna številnih daril različnih narodov, ki so se udeležili druge haaške konference v znak njihove podpore. Med darili so: 32 t težka vaza iz Rusije, vrata iz Belgije, marmor iz Italije, fontana z Danskega, stenske preproge z Japonskega, stolpna ura iz Švice, perzijske preproge iz Perzije, les iz Indonezije, Brazilije in Združenih držav Amerike ter kovane ograje iz Nemčije.
Leta 1907 je bil prvi kamen simbolično položen med drugo haaško konferenco. Gradnja se je začela nekaj mesecev pozneje in je bila zaključena s slovesnostjo ob inavguraciji 28. avgusta 1913, ki se je je med drugim udeležil Andrew Carnegie. Carnegie je na slovesnosti napovedal, da bo konec vojne "tako gotovo in kmalu, kot dan sledi noči".
Leta 2007 je kraljica Beatrix odprla novo stavbo Mednarodnopravne knjižnice Palače miru, v kateri se nahaja celoten katalog knjižnice, predavalnica in nova čitalnica na mostu do glavne stavbe Palače miru. Tako kot novo akademsko dvorano sta knjižnico zasnovala arhitekta Michael Wilford in Manuel Schupp. Leta 2012 je bil Palači miru dodan Center za obiskovalce, ki ga je prav tako zasnoval Michael Wilford.

## Temelji
Leta 1908 je Thomas Hayton Mawson zmagal na natečaju za oblikovanje krajine. Zaradi proračunskih omejitev je moral zavreči tudi gore in skulpture, ki bi služili kot elementi v parkih. Na mestih je tako uporabil naravne vodotoke.
Leta 2002 je bil pred vrata palače postavljen večni ogenj miru.

## Umetnost
V palači so tudi številni kipi, doprsni kipi in portreti vidnih zagovornikov miru z vsega sveta in vseh obdobij.
- Nekaj kipov in portretov slavnih svetovnih aktivistov za mir
- Andrew Carnegie
- William Randal Cremer
- Ruy Barbosa
- Nelson Mandela
- Mahatma Gandhi
- Bernard Loder
- Jean Monnet
- Jawaharlal Nehru
- Bertha Von Suttner